# Motorcykelhandske
En motorcykelhandske er en handske designet til at beskytte en motorcyklists hænder mod vejr, kulde og alvorlige skader ved et motorcykelstyrt / uheld. Motorcykelhandsker er ofte fremstillet af læder, men fås også i andre materialer.

## Opbygning

### Funktion
Ved et typisk motorcykelstyrt vil en motorcyklist slippe styret og falde sidelæns mod vejen. I den forbindelse vil motorcyklisten uundgåeligt placere sine hænder foran sig for at tage af for det kommende stød. Derfor er hænderne meget udsat ved et styrt og har brug for beskyttelse. En anden alvorlig faktor er at en typisk vejbelægning (asfalt) har en meget ru overflade der er sammenlignelig med groft sandpapir. Selv ved lave hastigheder (cyklist eller almindeligt løb) kan et simpelt fald give grimme slidskader (asfalteksem), ved højere hastigheder bliver dette kun meget værre. Huden på hænderne kan blive revet/slidt af, i bedste fald fås nogle ubehagelige hudafskrabninger.

### Sikkerhed
Motorcykelhandsken skal altså beskytte hænderne mod kraftigt slid fra vejen og mod kraftige slag. Slidbeskyttelsen udgøres af handskens overfladmateriale, f.eks. er læder meget slidstærkt. I en god motorcykelhandske er der anvendt sikkerhedssyninger, der forhindre handskens syninger i at blive brudt op af belastningen.
Slagbeskyttelsen varierer kraftigt fra handske til handske. Nogle handsker er kraftigt polstret ved underhånden og omkring knoerne, som også er meget udsat. Til tider anvendes der decideret knobeskyttelse af hård plast eller karbon (til tider af metal, da dette giver et dramatisk look). Nogle handsker er udstyret med slidnitter på underhånden, så hånden lettere kan glide hen ad asfalten ved styrt, hvilket mindsker risikoen for at hånden brækker. Andre, billigere handsker har ikke så megen slagbeskyttelse, men beskytter stadig mod den værste kulde og de mest alvorlige slidskader.

### Vejrbeskyttelse
En anden meget vigtig opgave for motorcykelhandskerne er at beskytte mod vejr og kulde – ellers bliver motorcyklisten udmattet (af kulden) og det bliver vanskelligere at betjene maskinens instrumenter (deriblandt bremserne).
En motorcyklists hænder er meget udsatte for vind og vejr når han/hun kører og hastigheden gør at hænderne køles meget kraftigt (chill-effekt). Regn og småsten kan også være meget generende. Da mange motorcyklister kører i godt vejr, er der mange motorcykelhandsker der ikke yder så megen beskyttelse mod vejret. Andre handsker er udstyret med klimamembran, der gør dem vind og vandtætte og andre har tilmed termisk inderfor for at holde hænderne varme.

## Design og andre detaljer
Et stort problem for en motorcykelhandskes design er, at den helst skal være så tynd og fleksibel som muligt for ikke at hæmme motorcyklistens betjening af motorcyklens instrumenter (særligt gashåndtaget, kobling,- og bremsegrebet kræver at man har god føling). Dette står i kontrast til kravet om at handskerne skal isolere og beskytte. Derfor vil en motorcykelhandske ofte være et kompromis og der findes derfor forskellige typer af motorcykelhandsker. Til tider anvendes der meget komplicerede materialer for at modvirke de modstridende designkrav, hvilket følgelig gør handskerne mere kostbare at fremstille. Motorcykelhandsker er til tider udstyret med detaljer som reflekser, håndledsbeskyttelse og visirvidsker.

### Racer/Sports handsker
Disse handsker fokuserer på sikkerhed og føling. De er stort set altid udført i læder og har tyndt håndflademateriale, men kraftig polstring af under og overhånd, og tilhørende knobeskyttelse. For at forbedre følingen har sportshandsker oftest intet inderfor og vejrbeskyttelsen er meget begrænset, til tider luftig da disse handsker er designet til at køre i sommervejr.

### Touringhandsker
Touringhandsker er designet til tourere, dvs. motorcyklister der ynder at køre lange ture på deres maskine. Touringhandsker er designet til at beskytte mod vind og vejr, men er også udstyret med beskyttelse af forskellig art. Touringhandsker er mere klodsede end sportshandskerne = mindre føling.